# 島田滿
島田滿（1959年5月19日—2017年12月15日），日本動畫女性腳本家。出身於東京都，血型為O型，畢業於早稻田大學教育學部國語國文學科（教育學系國語文學組）。另一位動畫腳本家大河內一樓和她是同校出身。
主要編劇領域是日本電視動畫，自從1980年代出道至今2000年代依舊活躍於第一線，是名擁有20年以上編劇經驗的腳本家。代表作有《羅密歐的藍天》、《IQ博士》等。本人也是日本腳本家連盟會員。

## 經歷

### 正式出道
從小就非常喜歡美國的迪士尼經典動畫長片與本土的東映動畫作品。在大學時期加入電影研究社（映画研究会）並且參與演出其中3部社團自製的電影短片（自主製作映画）。在她大三的時候（1981年），偶然得知東映動畫公司睽違10年難得再度舉辦新進員工徵選，於是報名「動畫演出家新人研修班」的資格考試。考試成績雖然順利合格，但是東映動畫公司當時並不打算任用女性演出家，因此建議她轉換到編劇班。在這個機緣下，她便在當時的知名動畫製作人七條敬三底下，開始為當時播出中的日本電視動畫《IQ博士》編寫腳本。她的出道作，就是時值1982年播出的《IQ博士》第42話「森林王者帕山（ジャングルの王者パーザン）」。

### 嶄露頭角
1980年代擔任《IQ博士》電視動畫製作人的七條敬三不僅僅發掘出島田滿，七條製作人也在第24話讓另一位新人井上敏樹出道。此外，七條製作人更讓龍之子動畫公司出身的小山高生首次參與東映動畫的編劇。島田滿的順利出道，除了託七條敬三製作人的慧眼，在時機上也算是相當幸運。除此之外，加上其他新人研修班的合格成員，讓東映動畫公司在這時候陸續培訓出包括佐藤順一、有迫俊彥、梅澤淳稔、江幡宏之、大久保唯男、貝澤幸男、芝田浩樹、西尾大介等演出家、腳本家，以及新井浩一、安藤正浩、井手武生、鈴木郁乃、中鶴勝祥、梨澤孝司、濱洲英喜等原畫師，這些人都和島田滿一樣，成為東映動畫公司進入1990年代乃至於今日仍然活躍不已的製作主力群。

### 主力人才
她從電視動畫《IQ博士》出道之後，便開始不斷執筆編劇，並且漸漸形成平均一個月為一部作品編劇的寫作習慣。1986年當《IQ博士》播畢之後，她便接著撰寫《七龍珠》的動畫腳本。之後她離開東映動畫公司而成為自由腳本家，並開始負責日本動畫公司的知名電視動畫系列《世界名作劇場》，從此也成為1990年代家喻戶曉的日本動畫知名編劇。

### 美女編劇

《ROUTS SEARCH 食心物體X》原聲帶CD

她在1980年代非常受到動畫迷們的崇拜，甚至被暱稱為「美女編劇」（美人腳本家）。她的個人專欄以及小說連載散見於當時的幾本動畫情報雜誌之中，而且動畫迷也常常在相關新聞上見到她的大名，當時的知名度可說是如日中天。除了編劇本行之外，她更破天荒在1986年9月1日發售的科幻恐怖OVA鐳射影碟《ROUTS SEARCH食心物體X》（ルーツ・サーチ 食心物体X）獻唱插入歌：
歌名：「STARDUST SLOPE」
作曲：東海林修
編曲：東海林修
演唱：／島田滿
在令大家耳目一新的同時，也新增更多她的支持者。

### 與世長辭
2017年12月15日，島田滿的女兒透過母親的Twitter說明島田滿因去年起患病，已於當日11時30分病逝，享年58歲。

## 作品
※負責「系列構成」的作品，以粗體表示

### 電視動畫
- IQ博士 （1981～1986）腳本
- 福星小子 （1981～1986年）腳本
- 美雪、美雪 （1983～1984年）腳本
- （1983～1984年）腳本
- 魔法的妖精 （1984～1985年）腳本
- （1984年）腳本
- 搞怪拍檔 （1985年）腳本
- High School!奇面組 （1985～1987年）腳本
- 鄰家女孩 （1985～1987年）腳本
- 七龍珠 （1986～1989年）腳本
- 相聚一刻 （1986～1988年）腳本
- 陽光普照 （1987～1988年）腳本
- 麵包超人 （1988年）腳本
- 彼得潘的冒險 （1989年）腳本
- 奇蹟巨人童夢君 （1989～1990年）腳本
- 偶像天使洋子 （1990～1991年）腳本
- （1991年）腳本
- 閃電霹靂車 （1991年）腳本
- 我與我 兩個綠蒂 （1991～1992年）腳本
- 龍龍與忠狗 我的忠狗Patrasche （1992～1993年）腳本
- 小婦人物語 南與喬老師 （1993年）腳本
- 羅密歐的藍天 （1995年）腳本
- 神劍闖江湖 （1996～1998年）腳本
- 鬼太郎<第4部> （1996～1998年）腳本
- 無家可歸的孩子蕾米 （1996～1997年）腳本
- 金田一少年之事件簿 （1997～2000年）腳本
- （1999～2001年）腳本
- ONE PIECE （1999～）腳本
- 哈姆太郎 （2000～2004年）腳本
- （2002～2003年）腳本
- 學園愛麗絲 （2004～2005年）腳本
- 真相之眼 （2005年）腳本
- 雪之女王 （2005～2006年）腳本
- （2006～）腳本
- （2006～2007年）腳本
- 戀愛天使安琪莉可 ～心覺醒之時～ （2006年）系列構成・腳本
- 戀愛天使安琪莉可 ～光輝的明日～ （2007年）系列構成・腳本
- （2006年）系列構成・腳本
- 風之少女艾蜜莉 （2007年）系列構成・腳本
- 七色星露 （2007年）系列構成・腳本
- 悲慘世界 少女珂賽特 （2007年）腳本
- 守護甜心！ （2007～2008年）系列構成・腳本
- 寶石寵物 Twinkle☆（2010年）系列構成・腳本
- Little Busters! （2012年）系列構成・腳本
- Little Busters! ~Refrain~ （2013年）系列構成・腳本
- 金田一少年之事件簿R （2014年、2015年）脚本
- 小魔女学园（2017年）系列构成・脚本

### OVA
- 宇宙家族卡賓森 （1988年）腳本
- Assemble Insert （1989～1990年）腳本
- 逮捕令（1994年）腳本
- 哈姆太郎的生日 尋母三千里 （2002年）腳本
- Little Busters! EX （2014年）系列構成・腳本

### 劇場版
- Dr.SLUMP （1982年）腳本
- 相聚一刻 完結篇 （1988年）腳本
- 麵包超人 飛吧!飛吧!小雨龍 （1991年）腳本
- 學校怪談3 （1997年）腳本
- ONE PIECE劇場版第一部 黃金島冒險 （2000年）腳本
- The AURORA 海的歐羅拉 （2000年）腳本
- 劇場版 哈姆太郎 哈姆哈姆王國大冒險 （2001年）腳本
- 劇場版 哈姆太郎 夢幻公主 （2002年）腳本

### 特攝
- 超新星Flashman（1986～1987年）腳本

## 外部連結
- （日語）
- （日語）